# جوردي سيمون
جوردي سيمون (بالإسبانية: Jordi Simón)‏ هو دراج إسباني، ولد في 6 سبتمبر 1990 في نافاس في إسبانيا.

## وصلات خارجية
- جوردي سيمون على موقع الاتحاد الدولي للدراجات (الإنجليزية)
- جوردي سيمون على موقع أرشيف الدراجات (الإنجليزية)
- جوردي سيمون على موقع إحصائيات الدراجات الإحترافية (الإنجليزية)
- جوردي سيمون على موقع نسبة الدراجات (الإنجليزية)
- جوردي سيمون على موقع CycleBase (الإنجليزية)